# Arjen van der Heide
Arjen van der Heide (Heerenveen, 19 novembre 2001) è un calciatore olandese, attaccante del De Graafschap.

## Caratteristiche tecniche
È un'ala sinistra, pur essendo mancino sa usare abilmente anche il piede destro è in possesso di una grande capacità di saltare l'uomo e ciò lo rende molto pericoloso nell'uno contro uno, molto rapido e scattante è in possesso anche di buone doti balistiche.

## Carriera
Cresciuto nel settore giovanile del Heerenveen, ha esordito il 4 agosto 2019 disputando l'incontro di Eerste Divisie vinto 4-0 contro l'Heracles Almelo.

## Statistiche
Statistiche aggiornate al 18 agosto 2019.

### Presenze e reti nei club
| Stagione        | Squadra         | Campionato      | Campionato | Campionato | Coppe nazionali | Coppe nazionali | Coppe nazionali | Coppe continentali | Coppe continentali | Coppe continentali | Altre coppe | Altre coppe | Altre coppe | Totale | Totale | Totale |
| Stagione        | Squadra         | Comp            | Pres       | Reti       | Comp            | Pres            | Reti            | Comp               | Pres               | Reti               | Comp        | Pres        | Reti        | Pres   | Reti   |        |
| --------------- | --------------- | --------------- | ---------- | ---------- | --------------- | --------------- | --------------- | ------------------ | ------------------ | ------------------ | ----------- | ----------- | ----------- | ------ | ------ | ------ |
| 2019-2020       | Heerenveen      | ED              | 5          | 0          | CO              | 0               | 0               |                    | -                  | -                  |             | -           | -           | 3      | 0      |        |
| Totale carriera | Totale carriera | Totale carriera | 3          | 0          |                 | 0               | 0               |                    | -                  | -                  |             | -           | -           | 3      | 0      |        |